# Holiday Inn
Holiday Inn — американская сеть гостиниц и дочерняя компания InterContinental Hotels Group. Компания является одной из крупнейших в мире гостиничных сетей и насчитывает 1173 действующих отелей и более чем 214 тысяч арендуемых номеров по состоянию на 30 сентября 2018 года. Штаб-квартира сети отелей находится в Денеме, графство Бакингемшир.

## История

### 1950—1970

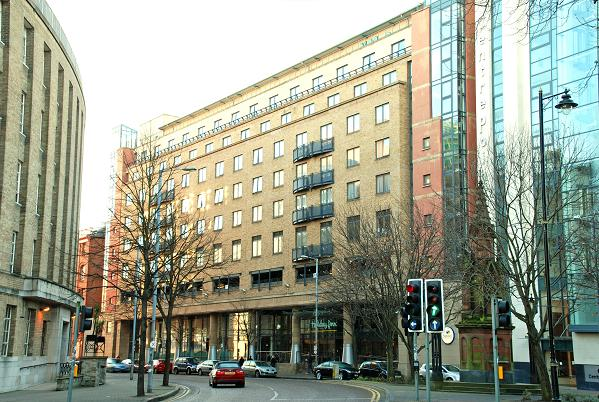
Гостиница Holiday Inn в Белфасте, Северная Ирландия

Житель Мемфиса, Кеммонс Уилсон решил построить свой собственный отель после того, как был разочарован плохим качеством обслуживания и придорожным размещением во время семейной поездки в Вашингтон (округ Колумбия). Название Holiday Inn было в шутку придумано архитектором, Эдди Блюстейном во время строительства первой гостиницы в честь рождественского музыкального фильма 1942 года «Holiday Inn» с участием Бинга Кросби и Фреда Астера. Первая гостиница открылась в августе 1952 года как Holiday Inn Hotel Courts на 4925 Summer Avenue в Мемфисе, главном шоссе в Нэшвилл. В начале 1990-х годов она была снесена, оставив после себя мемориальную доску в память об этом месте.
В партнерстве с Уоллесом Джонсоном, Уилсон построил дополнительные гостиницы на дорогах, ведущих в Мемфис. В то время корпоративная штаб-квартира Holiday Inn находилась в переоборудованном водопроводном сарае, принадлежащем Джонсону. В 1953 году компания построила еще три гостиницы, которые, наряду с первой, обслуживали дороги, ведущие в Мемфис. Вторая гостиница была построена на U.S. 51 South. За ней последовали еще две в 1953 году, одна на шоссе 51 North, а другая на U.S. Route 61. После смерти Джонсона в 1988 году Уилсон сказал: Величайший человек, которого я когда-либо знал, умер сегодня. Он был самым лучшим партнером, который только мог у меня быть. То, что они начали вместе, с Уилсоном, позже возглавившим проект, стало называться Holiday Corporation, одной из крупнейших в мире гостиничных групп.
К началу 1956 года действовало 23 гостиницы для отдыха, а к концу года должны были открыться еще семь. В 1957 году Уилсон начал рекламировать сеть как Holiday Inn of America, требуя, чтобы ее свойства были стандартизированы, предсказуемы, удобны для семейного отдыха и легко доступны для дорожных путешественников. В результате сеть резко выросла: к 1958 году она насчитывала 50 точек по всей стране, к 1959 году — 100, к 1964 году — 500, а в 1968 году открылась 1000-я гостиница Holiday Inn (в Сан-Антонио, штат Техас).

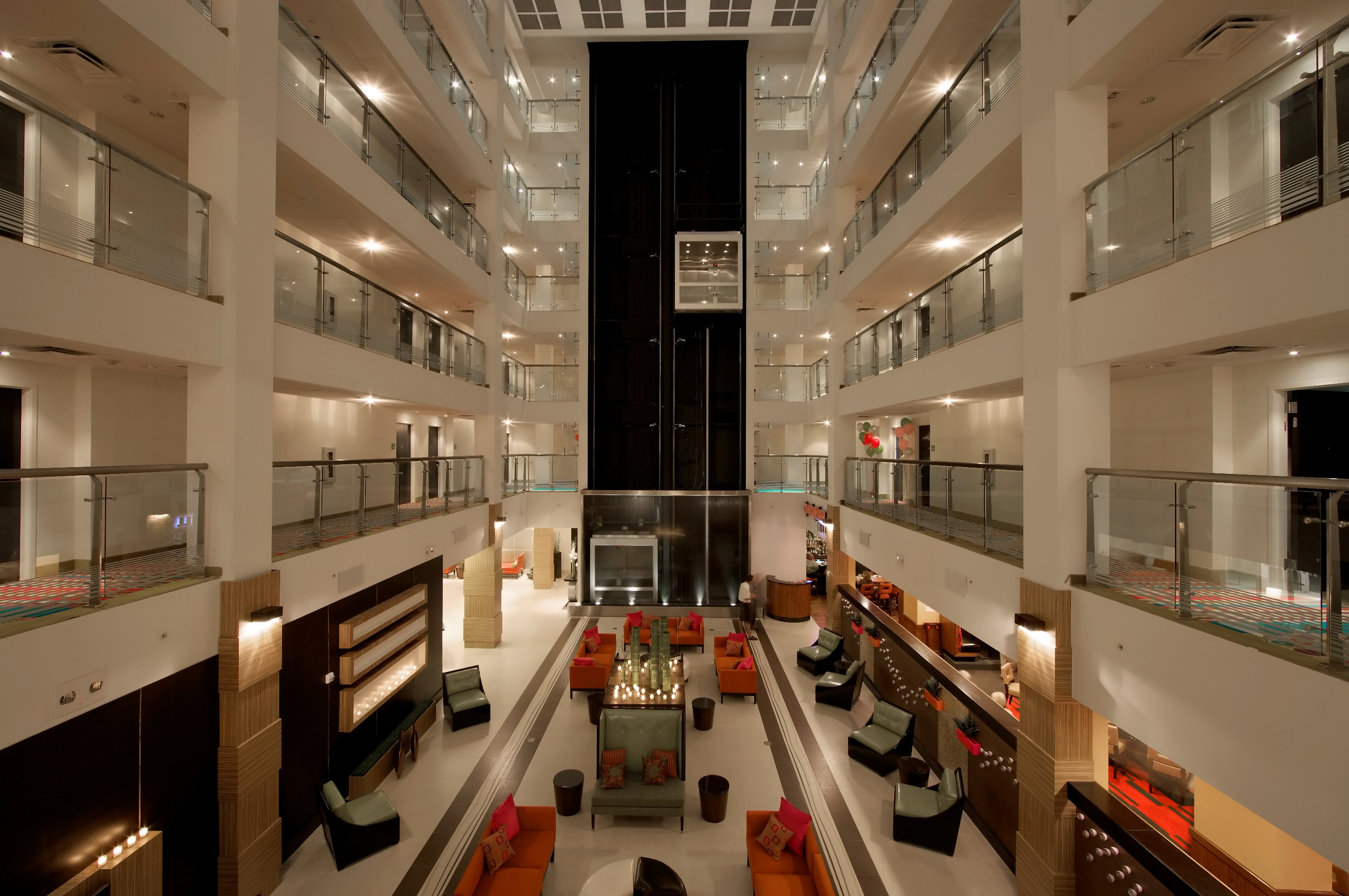
Интерьер в стиле Атриум в гостинице Holiday Inn в Сарасоте, Флорида, США.

В 1960-х годах компания Holiday Inn начала франчайзинг и открытие кемпингов под брендом Holiday Inn Trav-L-Park. Эти кемпинги для отдыха были перечислены в справочниках Holiday Inn.
В 1963 году Holiday Inn подписала долгосрочное соглашение с Gulf Oil Corporation, в котором она согласилась принимать кредитные карты Gulf для оплаты питания и проживания во всех своих американских и канадских отелях в обмен на станции технического обслуживания Gulf building на многих объектах Holiday Inn, особенно вблизи основных автомагистралей США и межштатных автомагистралей. Эта схема была скопирована конкурирующими сетями размещения и крупными нефтяными компаниями в середине-конце 1960-х годов, но попала в немилость после нефтяного кризиса 1973 года. 
Позже компания разветвилась на другие предприятия, включая дома престарелых Medi-Center, Continental Trailways, Delta Queen и Show-Biz, Inc., телевизионную компанию, которая специализировалась на музыкальных шоу кантри. Уилсон также разработал курортный отель Orange Lake Resort and Country Club недалеко от Орландо и сеть отелей Wilson World Hotels. Уилсон покинул Holiday Inn в 1979 году. По состоянию на 2014 год семья Уилсона все еще управляет отелями в составе компаний Kemmons Wilson в Мемфисе.

### Знак

Придорожный знак Holiday Inn был достопримечательностью американских трасс в 1950-х, 1960-х, и 1970-х годах.

Придорожный знак использовался компанией Holiday Inn в период ее первоначальной экспансии с 1950-х по 1970-е годы. Это была самая успешная форма рекламы компании. Он был очень большим и привлекательным, но его строительство и эксплуатация стоили дорого. Изготовителем знака была компания Balton & Sons Sign, и первоначально он был разработан художниками скетчей, Джином Барбером и Роландом Александером. Уилсон хотел, чтобы вывеска была заметной, размером 50 футов (15 м) в высоту и видна в обоих направлениях. Оригинальная вывеска стоила 13 тысяч долларов.
В 1982 году, после ухода Уилсона, совет директоров отказался от знака в пользу более дешевой вывески с подсветкой. Это решение по существу означало конец эры Уилсона, сам он считал это решение худшей ошибкой, которую они когда-либо совершали. Он так любил этот знак, что тот был выгравирован на его надгробии, с надписью Основатель и стрелой, нацеленной на его имя.

### 1980-настоящее время
Несмотря на то, что компания все еще оставалась успешной, изменившиеся условия ведения бизнеса и демография привели к тому, что Holiday Inn потеряла свое доминирующее положение на рынке в 1980-х годах. В 1988 году Holiday Corporation была куплена британской компанией Bass PLC, а затем оставшимися отечественными отелями Holiday Inn в 1990 году, когда основатель Уилсон продал свою долю, после чего гостиничная группа стала известна как Holiday Inn Worldwide. Остальная часть Holiday Corporation была передана акционерам как Promus Companies Incorporated. В 1990 году компания Bass запустила Holiday Inn Express, дополнительный бренд в сегменте ограниченного обслуживания.
Фирменное наименование Holiday Inn теперь принадлежит фирме IHG, которая, в свою очередь, лицензирует это название франчайзи и третьим лицам, управляющим отелями по договорам управления.
24 октября 2007 года IHG объявила о всемирном перезапуске бренда Holiday Inn, что создало проблемы для остальных гостиниц. Перезапуск был сосредоточен на обеспечении неизменно лучшего в своем классе обслуживания и качества, включая фирменные постельные принадлежности и продукты для ванной комнаты. Первый обновленный отель Holiday Inn открылся в США весной 2008 года. В настоящее время в мире насчитывается более 2500 перезапущенных отелей бренда Holiday Inn. Процесс перезапуска глобального бренда Holiday Inn был завершен к концу 2010 года. К тому времени большинство гостиниц были удалены из сети, за некоторым исключением. Когда произошел перезапуск, эти гостиницы были либо снесены, либо закрыты.
В августе 2012 года сеть отметила свое 60-летие.